# Hieronymus Fabricius

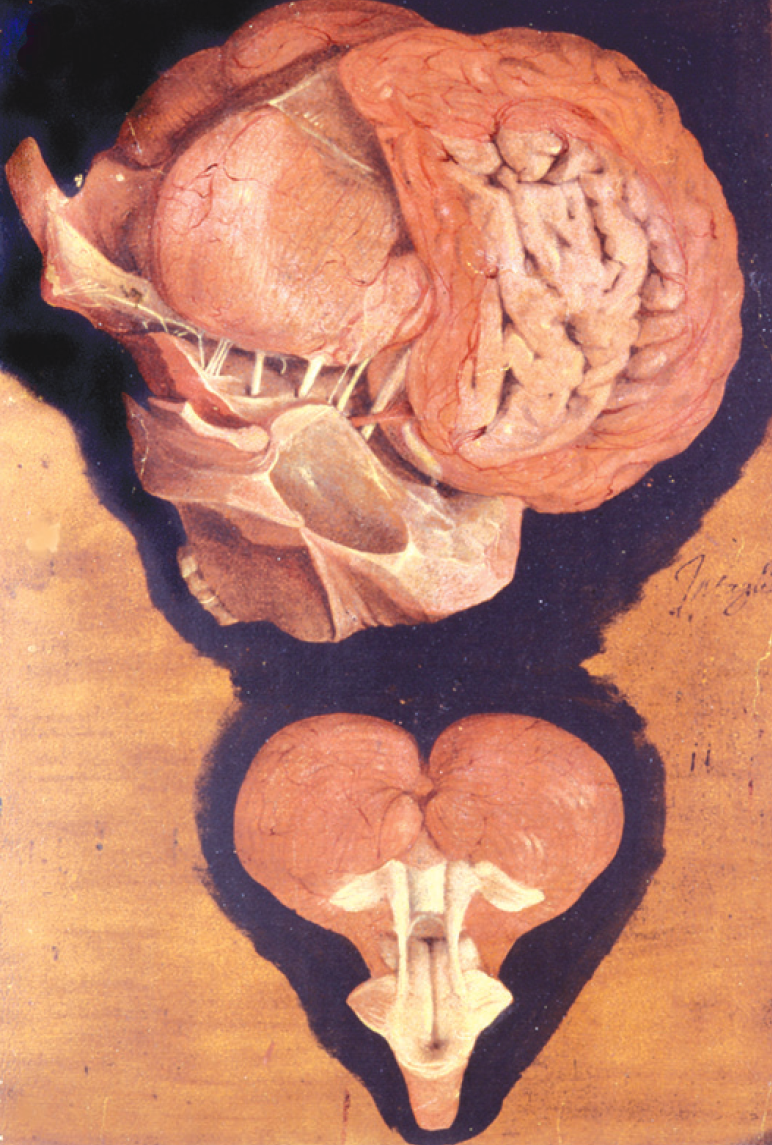
Gravat de Fabricius de l'any 1600

Hieronymus Fabricius o Girolamo Fabrizio o pel seu nom llatinitzat: Fabricus ab Aquapendente també conegut com a Girolamo Fabrizi d'Acquapendente (Acquapendente, Estats Pontificis, 20 de maig de 1533 o 1537 – Pàdua o Venècia, 21 de maig de 1619), va ser un pioner en els camps científics de l'anatomia i la cirurgia i és considerat també com el "Pare de l'embriologia."

## Biografia
Nascut a Acquapendente, Laci, Fabricius estudià a la Universitat de Pàdua, es va doctorar en medicina el 1559 sota la guia de Gabriele Falloppio. Va ser professor privat d'anatomia a Pàdua, 1562–1565, i l'any 1565, va esdevenir professor de cirurgia i anatomia a la Universitat succeint Falloppio.
L'any 1594 revolucionà l'ensenyament de l'anatomia quan va dissenyar el primer escenari per a fer disseccions anatòmiques públiques. Julius Casserius (1561–1616) de Piacenza va estar entre els alumnes de Fabricius. William Harvey (1578–1657) i Adriaan van den Spiegel (1578–1625) també estudiaren sota Fabricius, a partir de 1598. Julius Casserius mñes tard succeiria Fabricius com a Professor d'Anatomia a la Universitat de Pàdua, l'any 1604, i Adriaan van den Spiegel succeí Casserius en aquest lloc el 1615.
Disseccionat animals, Fabricius investigà la formació del fetus, l'estructura d l'esòfag, estòmac i intestins, i les peculiaritats de l'ull, l'orella i la laringe. Va ser el primer a descriure els plecs membranoso de l'interior de les venes però Fabricius no va saber que el paper que tenien era evitar el flux retrograde de la sang dins les venes.
En la seva obra Tabulae Pictae, publicada el 1600, Fabricius va descriure les fissures cerebrals que separen el lòbul temporal del lòbul frontal. Caspar Bartholin va considerer que aquest descobriment l'havia fet Franciscus Sylvius i el fill de Bartholin, Thomas, li va donar el nom de Lateral sulcus en l'edició de l'any 1641 del seu llibre de text Institutiones anatomicae.
La Bursa de Fabricius (el lloc de l'hematopoesi en els ocells) rep aquest nom en honor de Fabricius. Un manuscript seu titulat De Formatione Ovi et Pulli, que es va trobar després de la seva mort i que es va publicar l'any 1621, conté la primera descripció d'aquesta bursa.
Fabricius contribuí en gran manera al camp de la cirurgia. Malgrat que mai va realitzar realment una traqueotomia, aquesta tècnica està descrita en els seus escrits i el procediment que ell descriu, usant un tub, és similar al que actualment es realitza 

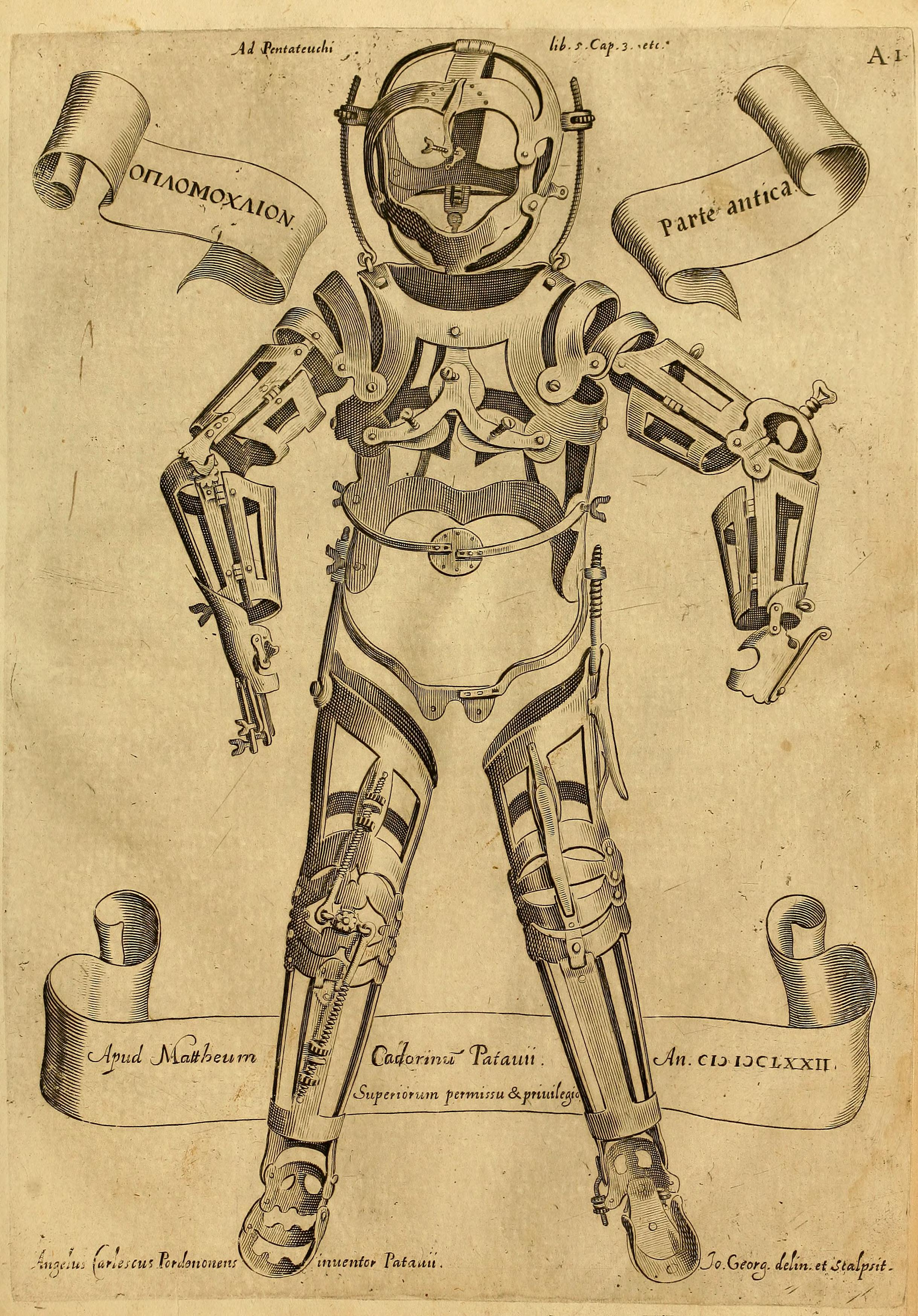
Operationes chirurgicae, 1672